# Record Entretenimento
Record Entretenimento é uma empresa do Grupo Record que atua no mercado de criação, desenvolvimento e execução de projetos de entretenimento, em várias áreas como: filmes, teatro, novas mídias e licenciamento de marcas. A empresa desenvolve e comercializa juntamente com a Record Produções e Gravações as trilhas sonoras das novelas produzidas pela Record TV. O diretor-executivo da empresa é Paulo Calil.

## Discografia
- 2011 – Rebeldes (Rebeldes)
- 2012 – Rebeldes: Ao Vivo (Rebeldes)
- 2012 – Meu Jeito, Seu Jeito (Rebeldes)
- 2012 – Trilha Sonora da Novela Rebelde

## Filmografia
- 2009 – Tropicália
- 2009 – Mamonas, o Doc
- 2009 – Tournée do Adeus (RBD)
- 2010 – Uma Noite em 67
- 2012 – Rebeldes: Ao Vivo (Rebeldes)